# Val-d'Ornain
Val-d'Ornain est une commune française située dans le département de la Meuse, en région Grand Est.
Ses habitants sont les Ornevallois.

## Géographie
Le territoire de la commune est limitrophe de huit communes.
| Laimont                         | Louppy-le-Château | Chardogne  |
| Neuville-sur-Ornain Vassincourt | Val-d'Ornain      |            |
| Couvonges                       | Beurey-sur-Saulx  | Fains-Véel |

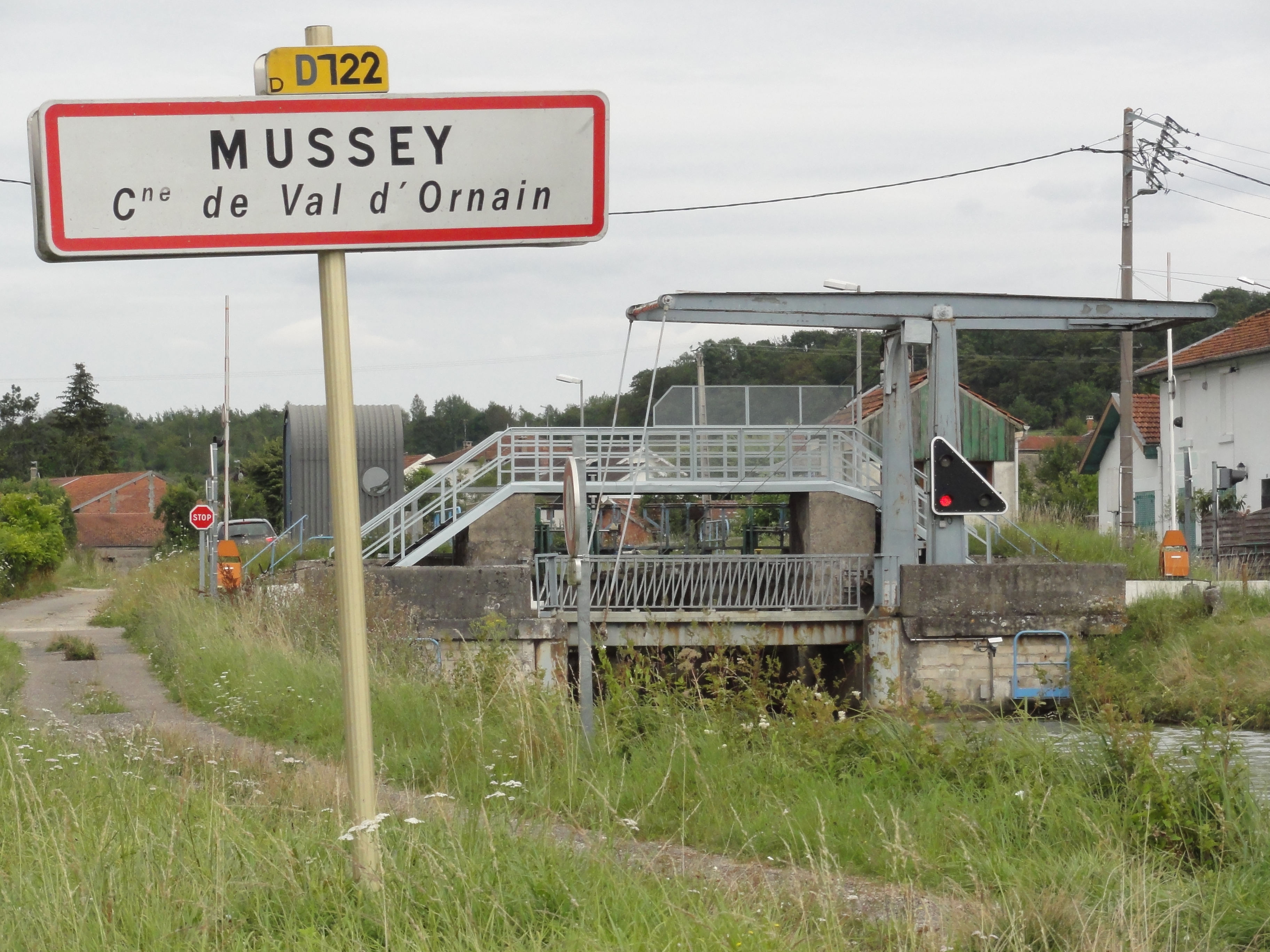
Entrée de Mussey.
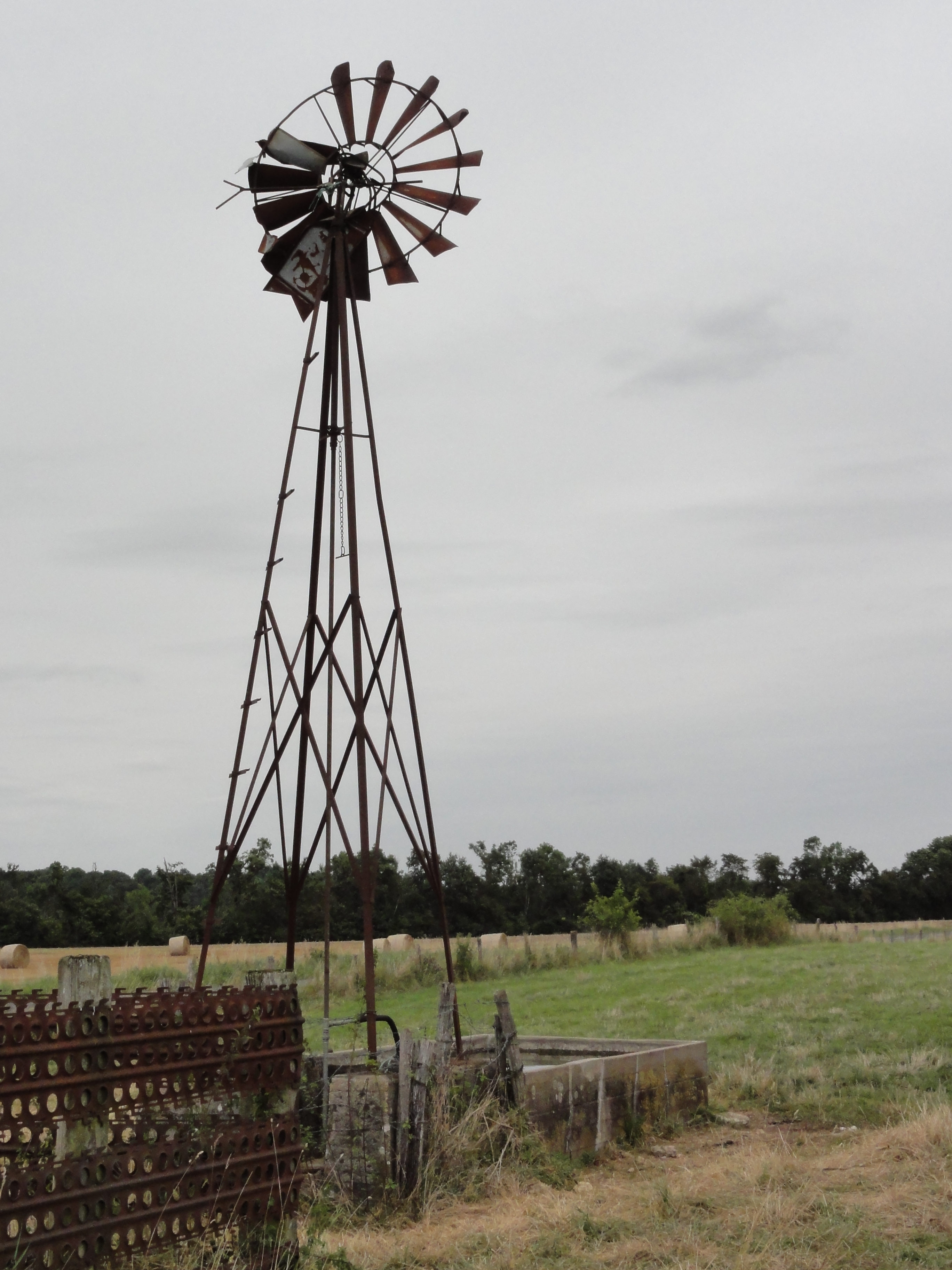
Paysage avec une pompe-éolienne.
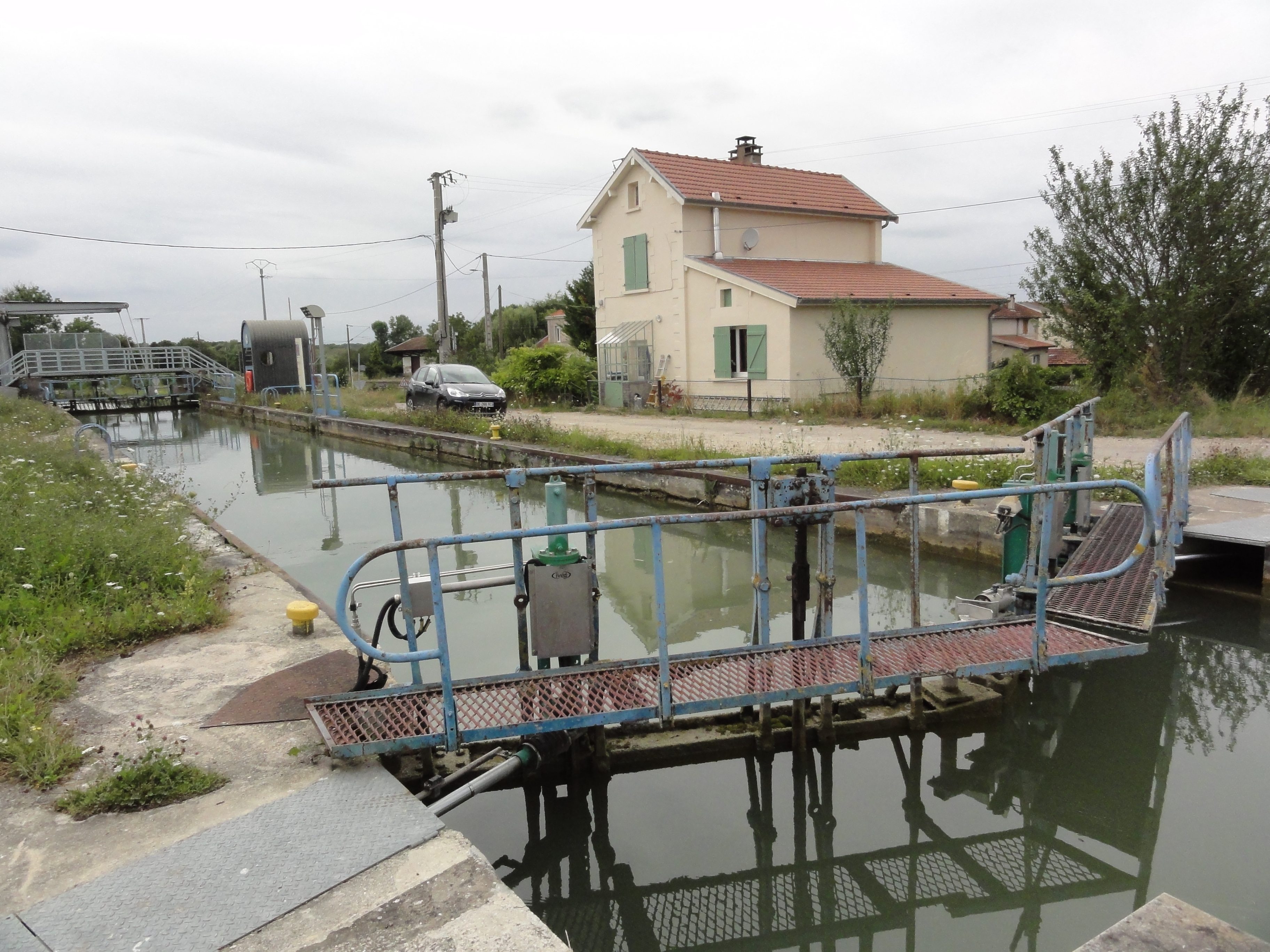
Canal de la Marne au Rhin, écluse.

### Hydrographie
La commune est dans la région hydrographique « la Seine de sa source au confluent de l'Oise (exclu) » au sein du bassin Seine-Normandie. Elle est drainée par l'Ornain, le canal de la Marne au Rhin, le ruisseau de Nausonce, le Nappont, le ruisseau de Beuse, le ruisseau de Fossé Bas, la rigole de Prise d'Eau de Mussey, le cours d'eau 01 de la Ballastière et le Fossé 01 de la commune de Val-d'Ornain,.
L'Ornain, d'une longueur de 116 km, prend sa source dans la commune de Grand et se jette dans la Saulx à Étrepy, après avoir traversé 36 communes. Les caractéristiques hydrologiques de l'Ornain sont données par la station hydrologique située sur la commune. Le débit moyen mensuel est de 11 m3/s. Le débit moyen journalier maximum est de 147 m3/s, atteint lors de la crue du 22 décembre 1993. Le débit instantané maximal est quant à lui de 151 m3/s, atteint le 21 décembre 1993.
Le canal de la Marne au Rhin, long de 293 km et 178 écluses à l'origine, relie la Marne (à Vitry-le-François) au Rhin (à Strasbourg). Par le canal latéral de la Marne, il est connecté au réseau navigable de la Seine vers l'Île-de-France et la Normandie. 
Le ruisseau de Nausonce, d'une longueur de 18 km, prend sa source dans la commune de Les Hauts-de-Chée et se jette dans la Chée à Revigny-sur-Ornain, après avoir traversé sept communes. 

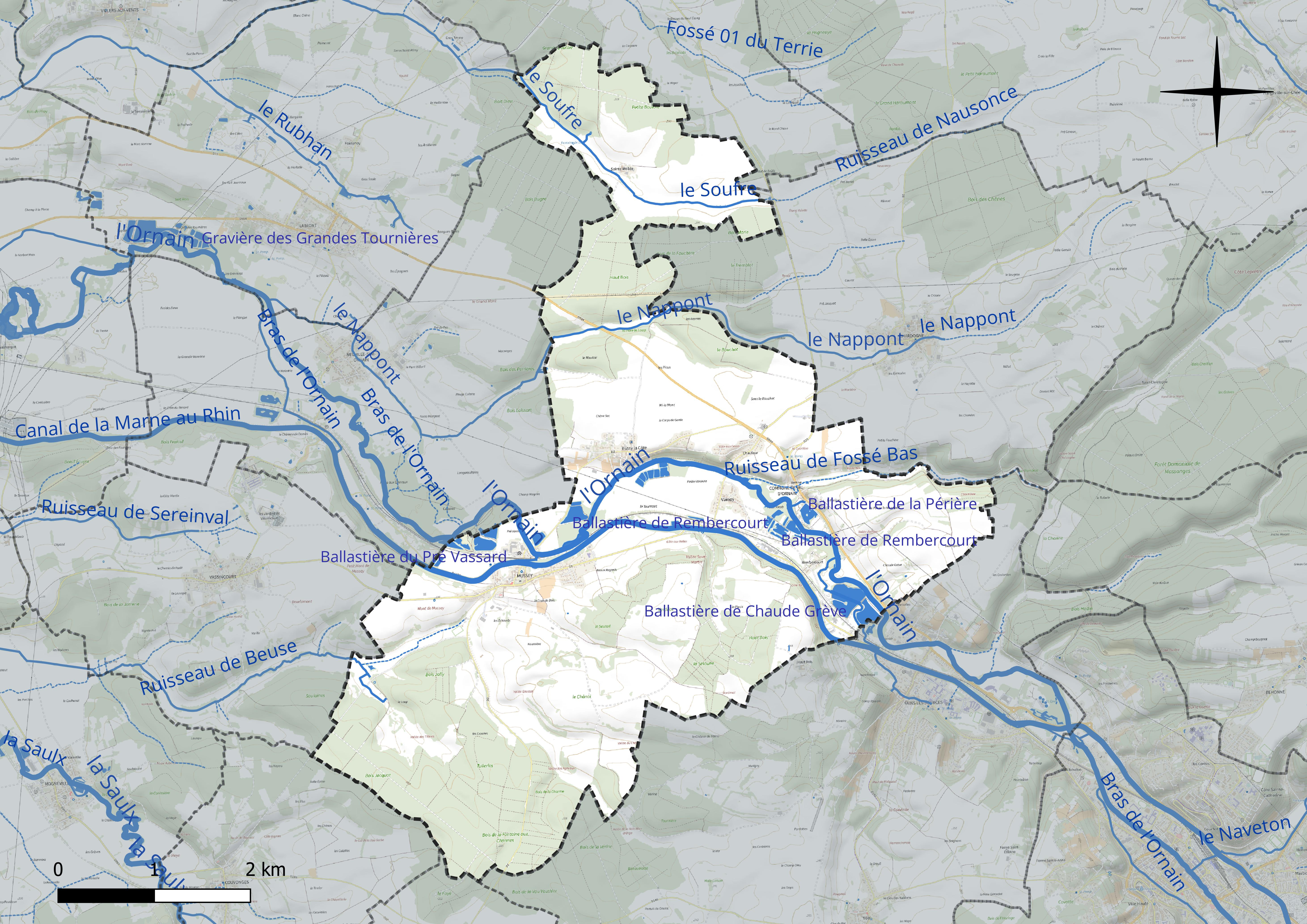
Réseau hydrographique de Val-d'Ornain.

Cinq plans d'eau complètent le réseau hydrographique : la ballastière de Chaude Grève (7,3 ha), la ballastière de la Périère (2 ha), la ballastière de Rembercourt (1,1 ha), la ballastière du Pré Vassard, d'une superficie totale de 4,3 ha (3,9 ha sur la commune) et Lan d'Eau 1 de la commune de Val-d'Ornain (3,1 ha),.

### Climat
Pour des articles plus généraux, voir Climat du Grand Est et Climat de la Meuse.
En 2010, le climat de la commune est de type climat de montagne, selon une étude du Centre national de la recherche scientifique s'appuyant sur une série de données couvrant la période 1971-2000. En 2020, Météo-France publie une typologie des climats de la France métropolitaine dans laquelle la commune est exposée à un climat océanique altéré et est dans la région climatique  Lorraine, plateau de Langres, Morvan, caractérisée par un hiver rude (1,5 °C), des vents modérés et des brouillards fréquents en automne et hiver. 
Pour la période 1971-2000, la température annuelle moyenne est de 9,9 °C, avec une amplitude thermique annuelle de 15,9 °C. Le cumul annuel moyen de précipitations est de 971 mm, avec 13,9 jours de précipitations en janvier et 9,4 jours en juillet. Pour la période 1991-2020, la température moyenne annuelle observée sur la station météorologique de Météo-France la plus proche, « Vassincourt », sur la commune de Vassincourt à 3 km à vol d'oiseau, est de 11,4 °C et le cumul annuel moyen de précipitations est de 871,0 mm. 
La température maximale relevée sur cette station est de 41,7 °C, atteinte le 24 juillet 2019 ; la température minimale est de −17,4 °C, atteinte le 20 décembre 2009,,. 
Les paramètres climatiques de la commune ont été estimés pour le milieu du siècle (2041-2070) selon différents scénarios d'émission de gaz à effet de serre à partir des nouvelles projections climatiques de référence DRIAS-2020. Ils sont consultables sur un site dédié publié par Météo-France en novembre 2022.

## Urbanisme

### Typologie
Au 1er janvier 2024, Val-d'Ornain est catégorisée commune rurale à habitat dispersé, selon la nouvelle grille communale de densité à sept niveaux définie par l'Insee en 2022.
Elle est située hors unité urbaine. Par ailleurs la commune fait partie de l'aire d'attraction de Bar-le-Duc, dont elle est une commune de la couronne,. Cette aire, qui regroupe 86 communes, est catégorisée dans les aires de 50 000 à moins de 200 000 habitants,.

### Occupation des sols
L'occupation des sols de la commune, telle qu'elle ressort de la base de données européenne d’occupation biophysique des sols Corine Land Cover (CLC), est marquée par l'importance des territoires agricoles (60,9 % en 2018), en augmentation par rapport à 1990 (58,5 %). La répartition détaillée en 2018 est la suivante : 
terres arables (37,9 %), forêts (36,6 %), prairies (17,8 %), zones agricoles hétérogènes (5,2 %), zones urbanisées (1,9 %), zones industrielles ou commerciales et réseaux de communication (0,5 %), milieux à végétation arbustive et/ou herbacée (0,1 %). L'évolution de l’occupation des sols de la commune et de ses infrastructures peut être observée sur les différentes représentations cartographiques du territoire : la carte de Cassini (XVIIIe siècle), la carte d'état-major (1820-1866) et les cartes ou photos aériennes de l'IGN pour la période actuelle (1950 à aujourd'hui).

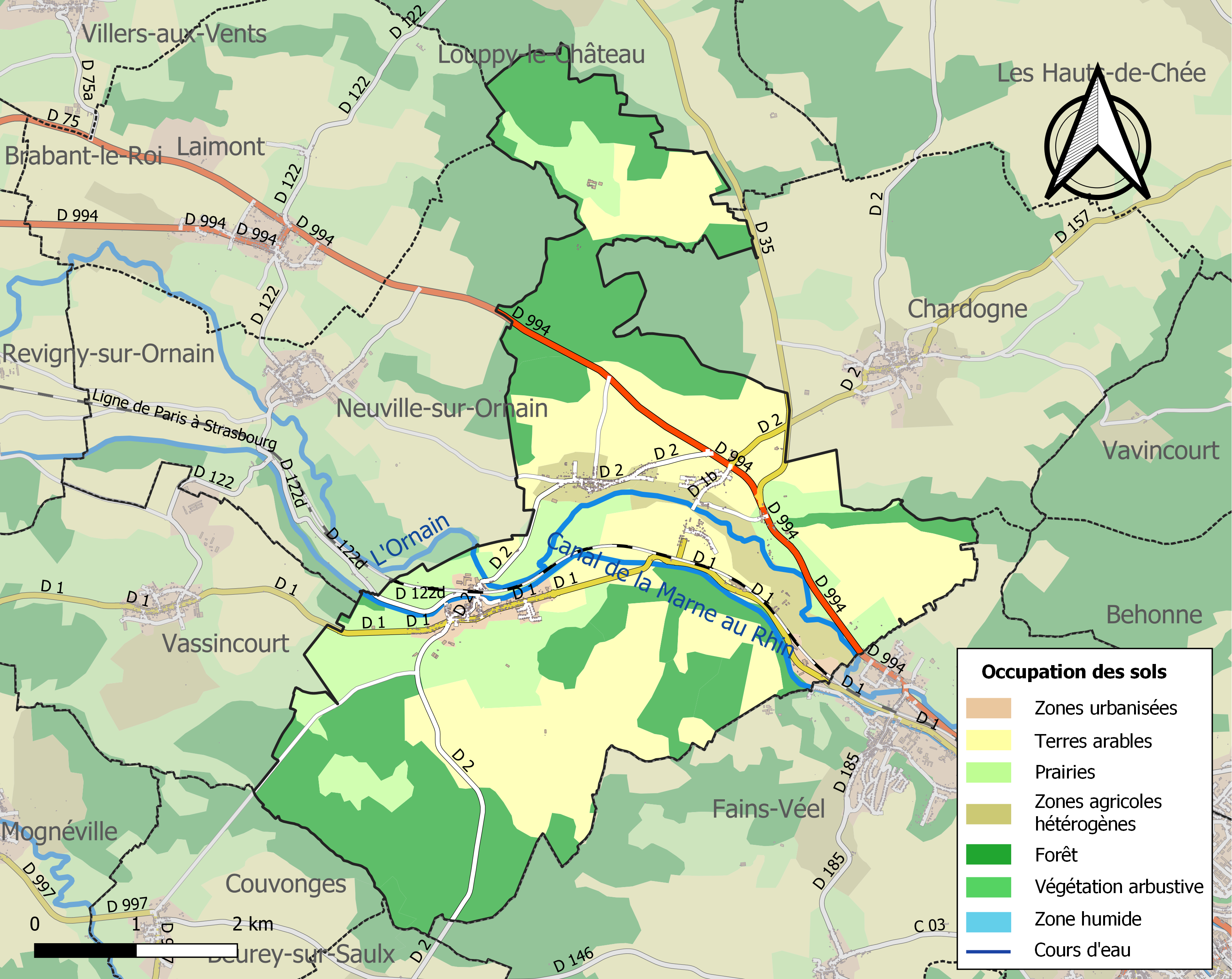
Carte des infrastructures et de l'occupation des sols de la commune en 2018 (CLC).

## Toponymie
Val-d'Ornain depuis 1973.
Le nom de la commune vient de la rivière Ornain, affluent de la Marne, qui traverse deux des anciens villages fusionnés, Mussey et Varney, et coule au pied de la colline sur laquelle est située Bussy-la-Côte.
Le village est situé sur la rive de l'Ornain.

## Histoire
En 1850, la Compagnie du chemin de fer de Paris à Strasbourg construisit une gare à Mussey, qui est désormais fermée aux voyageurs mais dont le bâtiment d'origine, de type 5, existe toujours.
La commune résulte de la fusion opérée le 1er janvier 1973 de trois villages situés en aval de Fains-Véel :
- Mussey ;
- Bussy-la-Côte ;
- Varney, village dont dépendait les écarts de Rembercourt et de Venise.

## Politique et administration
| Période                                  | Période  | Identité              | Étiquette | Qualité                        |
| ---------------------------------------- | -------- | --------------------- | --------- | ------------------------------ |
| Les données manquantes sont à compléter. |          |                       |           |                                |
| 1929                                     | 1938     | Émile-Louis-Jean Noll |           | Maire de Bussy-la-Côte         |
| 1973                                     | 1977     | Claude Nanty          |           | Maire de Mussey de 1965 à 1973 |
| mars 2001                                | En cours | Jean-Paul Regnier     |           |                                |

## Population et société

### Démographie
L'évolution du nombre d'habitants est connue à travers les recensements de la population effectués dans la commune depuis 1793. Pour les communes de moins de 10 000 habitants, une enquête de recensement portant sur toute la population est réalisée tous les cinq ans, les populations de référence des années intermédiaires étant quant à elles estimées par interpolation ou extrapolation. Pour la commune, le premier recensement exhaustif entrant dans le cadre du nouveau dispositif a été réalisé en 2007.

En 2022, la commune comptait 971 habitants, en évolution de −1,42 % par rapport à 2016 (Meuse : −4,4 %, France hors Mayotte : +2,11 %).
| 1793 | 1800 | 1806 | 1821 | 1831 | 1836 | 1841 | 1846 | 1851 |
| ---- | ---- | ---- | ---- | ---- | ---- | ---- | ---- | ---- |
| 137  | 153  | 163  | 216  | 271  | 280  | 315  | 329  | 377  |

| 1856 | 1861 | 1866 | 1872 | 1876 | 1881 | 1886 | 1891 | 1896 |
| ---- | ---- | ---- | ---- | ---- | ---- | ---- | ---- | ---- |
| 366  | 356  | 348  | 331  | 332  | 350  | 360  | 369  | 371  |

| 1901 | 1906 | 1911 | 1921 | 1926 | 1931 | 1936 | 1946 | 1954 |
| ---- | ---- | ---- | ---- | ---- | ---- | ---- | ---- | ---- |
| 337  | 334  | 312  | 396  | 380  | 402  | 416  | 382  | 417  |

| 1962 | 1968 | 1975 | 1982 | 1990 | 1999 | 2006 | 2007 | 2012 |
| ---- | ---- | ---- | ---- | ---- | ---- | ---- | ---- | ---- |
| 411  | 391  | 647  | 875  | 933  | 897  | 954  | 962  | 964  |

| 2017 | 2022 | - | - | - | - | - | - | - |
| ---- | ---- | - | - | - | - | - | - | - |
| 988  | 971  | - | - | - | - | - | - | - |

## Culture locale et patrimoine

### Lieux et monuments

#### Monuments historiques

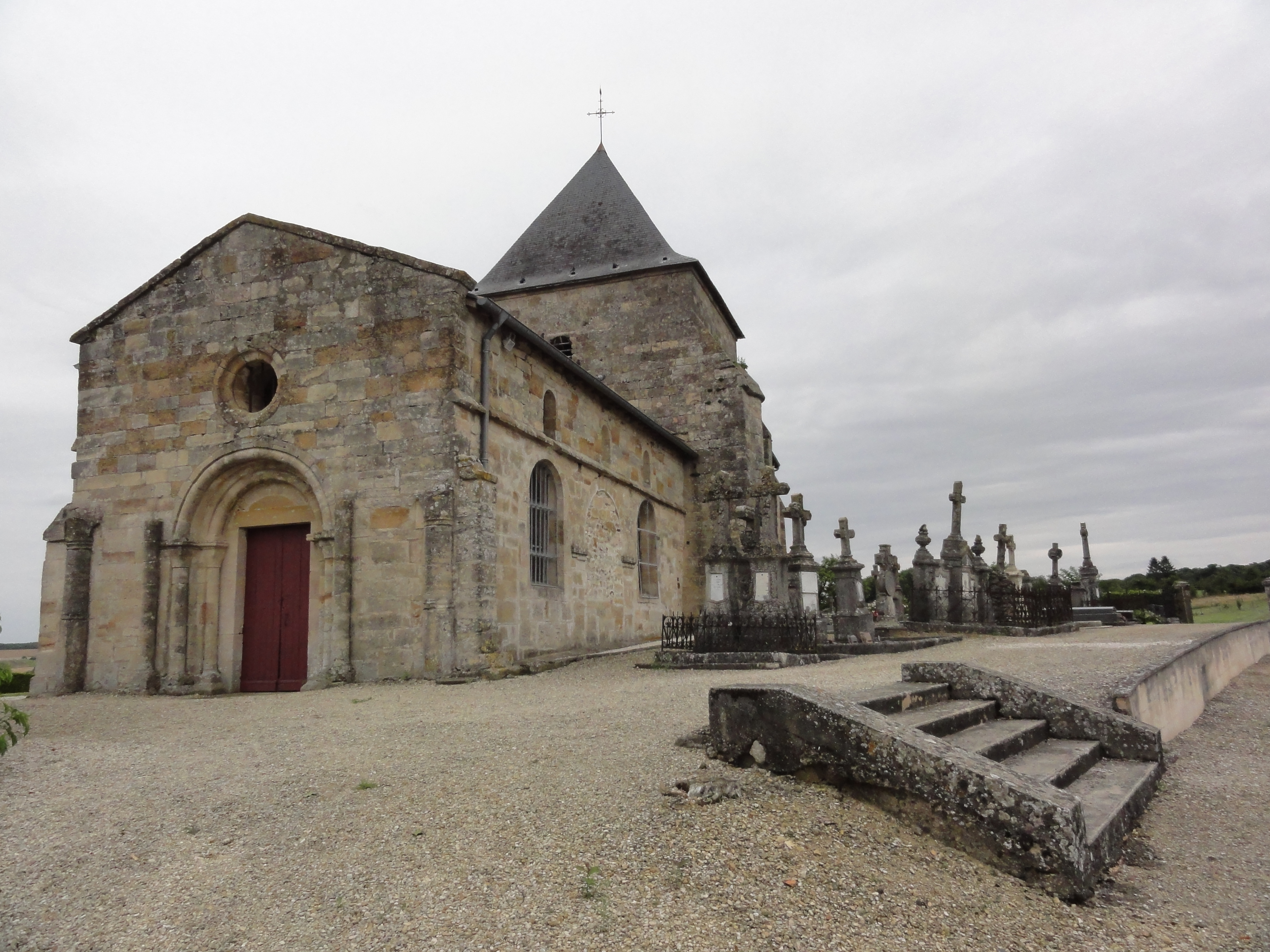
Église Saint-Nicolas de Mussey.

La commune actuelle possède trois édifices protégés aux titre des monuments historiques :
- l'église Saint-Nicolas de Mussey (XIIe, XIIIe) de style roman massif légèrement influencé par le gothique, inscrite monument historique depuis 1994[26] ;
- une belle maison seigneuriale du XVe à Varney inscrite monument historique depuis 1997[27] ;
- un beau pavillon de chasse des banquiers Varin-Bernier à Bussy-la-Côte inscrit monument historique depuis 2003[28] ;
- la gare de Mussey, un bâtiment standard de type 5, construite en 1850 dans le style néo-classique.

#### Mémoriaux de guerre
- Tombes de guerre français à Mussey.
- Tombes de guerre de la Commonwealth War Graves Commission à Bussy-la-Côte.
- Les monuments aux morts de Bussy-la-Côte, de Mussey et de Varney.
- Mémorial de la bataille de la Marne auprès d'une vieille croix sculptée à Mussey.

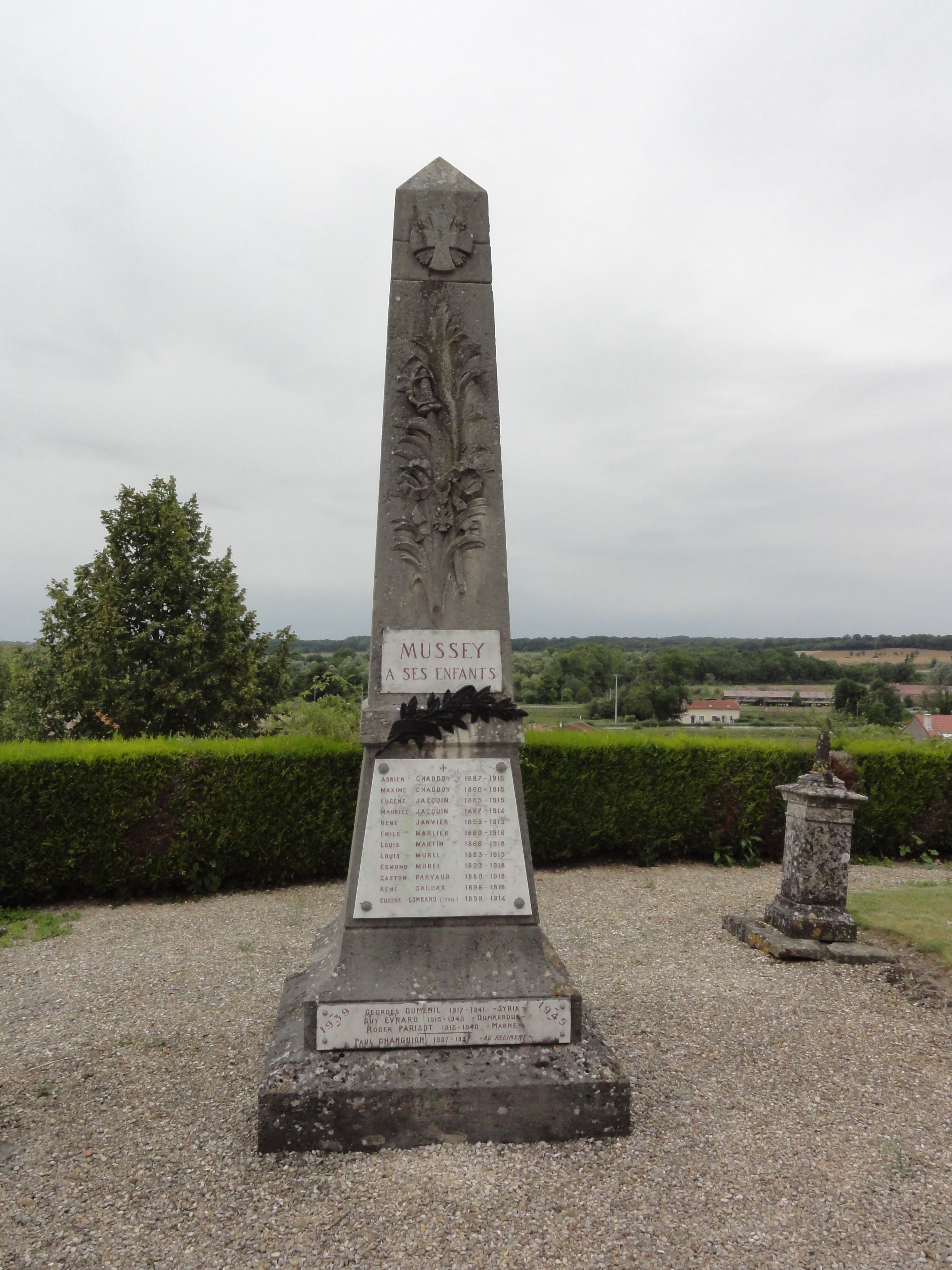
Monument aux morts de Mussey.
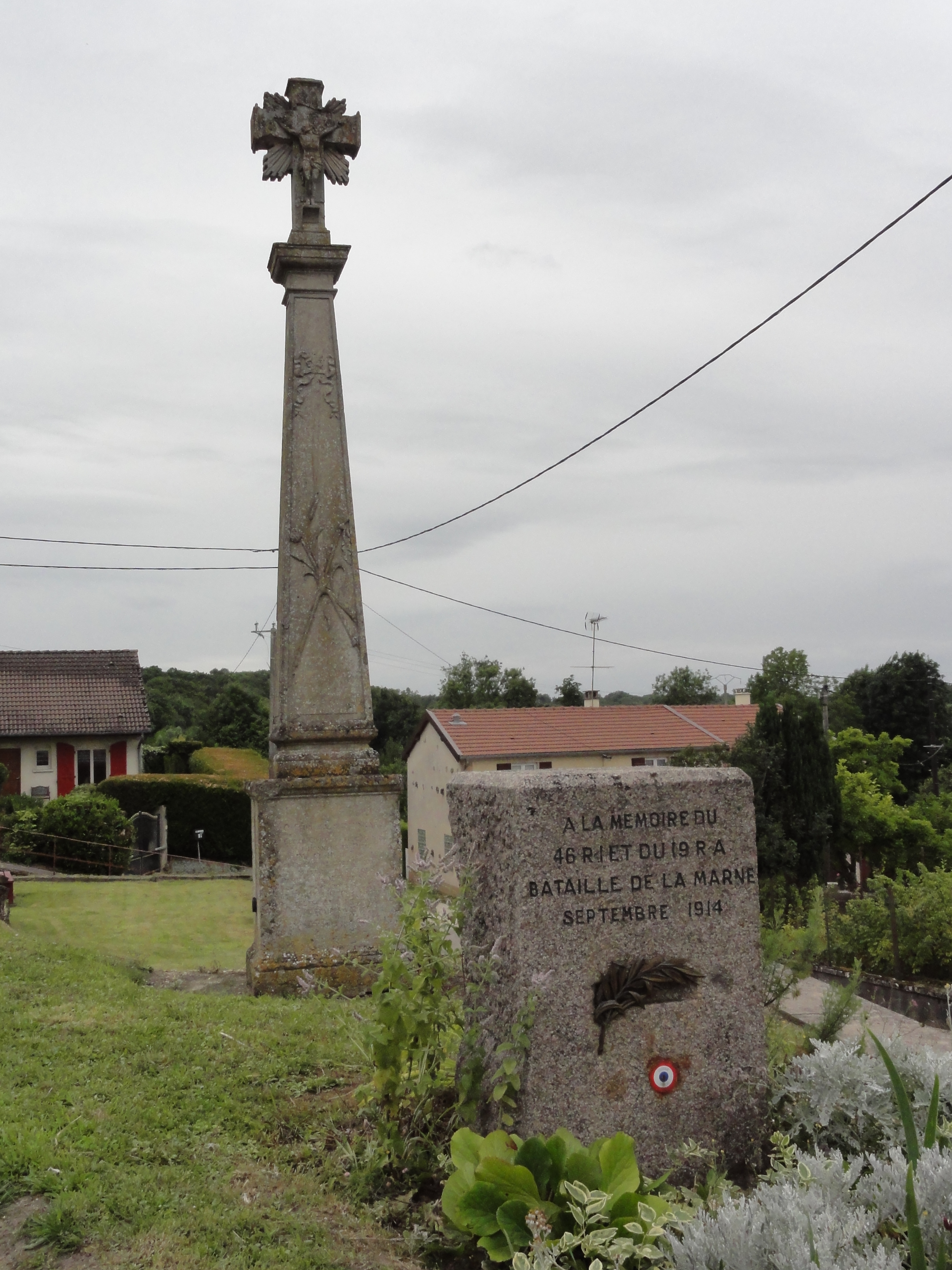
Croix de chemin et memorial bataille de la Marne à Mussey.
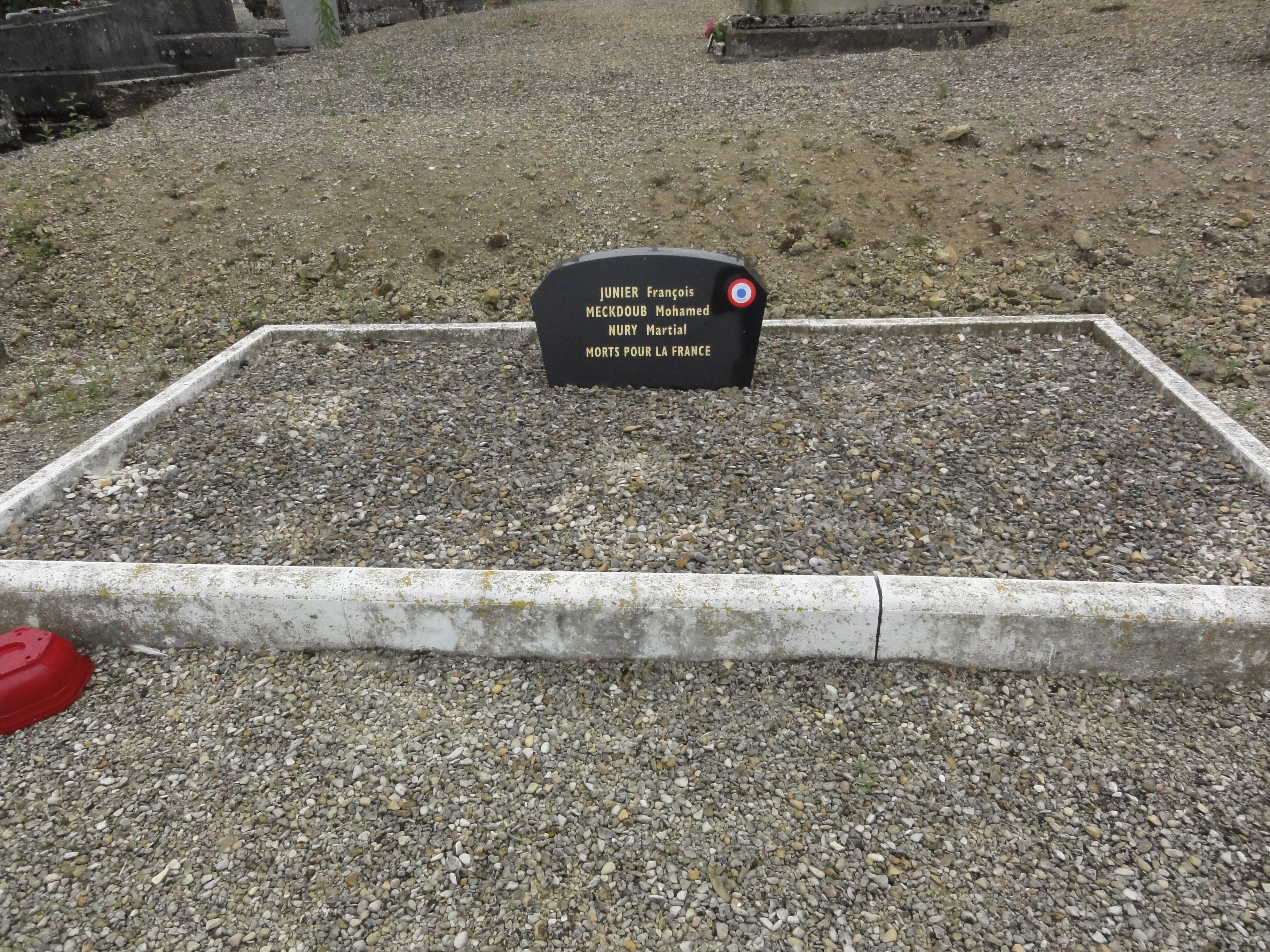
Tombes militaires à Mussey.

#### Autres lieux et monuments
- L'église Saint-André de Bussy-la Côte, avec un portail décoré d'une mosaïque.
- L'église Saint-Martin de Varney.
- L'ancienne Abbaye de Sainte-Hoïlde dont les bâtiments agricoles actuels en sont les vestiges (ferme de sainte-Hoïlde). Le nom ancien est sainte Hould, sœur de sainte Menehould, du nom de la localité meusienne[29],[30]. C'était une abbaye de femmes de l'ordre de Citeaux, fondée vers 1229 par Henri II comte de Bar et Philippe de Dreux, sa femme[31]. Détruite pendant les affrontements avec les français et les suédois vers 1635, elle sera reconstruite. Elle aura de nombreuses possessions par dons et acquisitions. Son finage fut annexé à la commune de Bussy-la-Côte à la Révolution. Il y a un cartulaire de l'abbaye[32], retrouvé vers 1855 et donné aux archives départementales de la Meuse par Victor Servais. Un manuscrit de 1709, retrouvé en 1905 par Eugène Gallois-Roussel de Laheycourt et A. Bister, retrace l'histoire de l'abbaye[29]. A la Révolution, il y a vingt-cinq abbesses. L'inventaire de l'abbaye fut réalisé en 1790. Les appartements sont vastes, avec des chambres d'hôtes luxueusement meublées, tandis que les logements des abbesses sont simples et austères. La bibliothèque renferme 580 volumes. La ferme a un matériel de culture important, charrues, herses, charrettes, harnais, plus les instruments des différents corps de métiers de la ferme : maréchal-ferrant, menuisier, tonnelier… Il y a 30 chevaux et autant de vaches. L'église est richement pourvue : boiseries et stalles (datant de l'époque de Louis XIV, elles se trouvent actuellement dans l'église Saint-Louvent de Rembercourt-Sommaine), tableaux, tentures et un orgue. Le clocher a quatre cloches de 400 livres et une horloge monumentale.. La vente de tous les biens eut lieu à Bussy en 1791 et 1793. Les abbesses reçurent une pension. L'abbaye devient alors une ferme de Bussy-la-Côte.
- Grotte de Lourdes à Mussey.

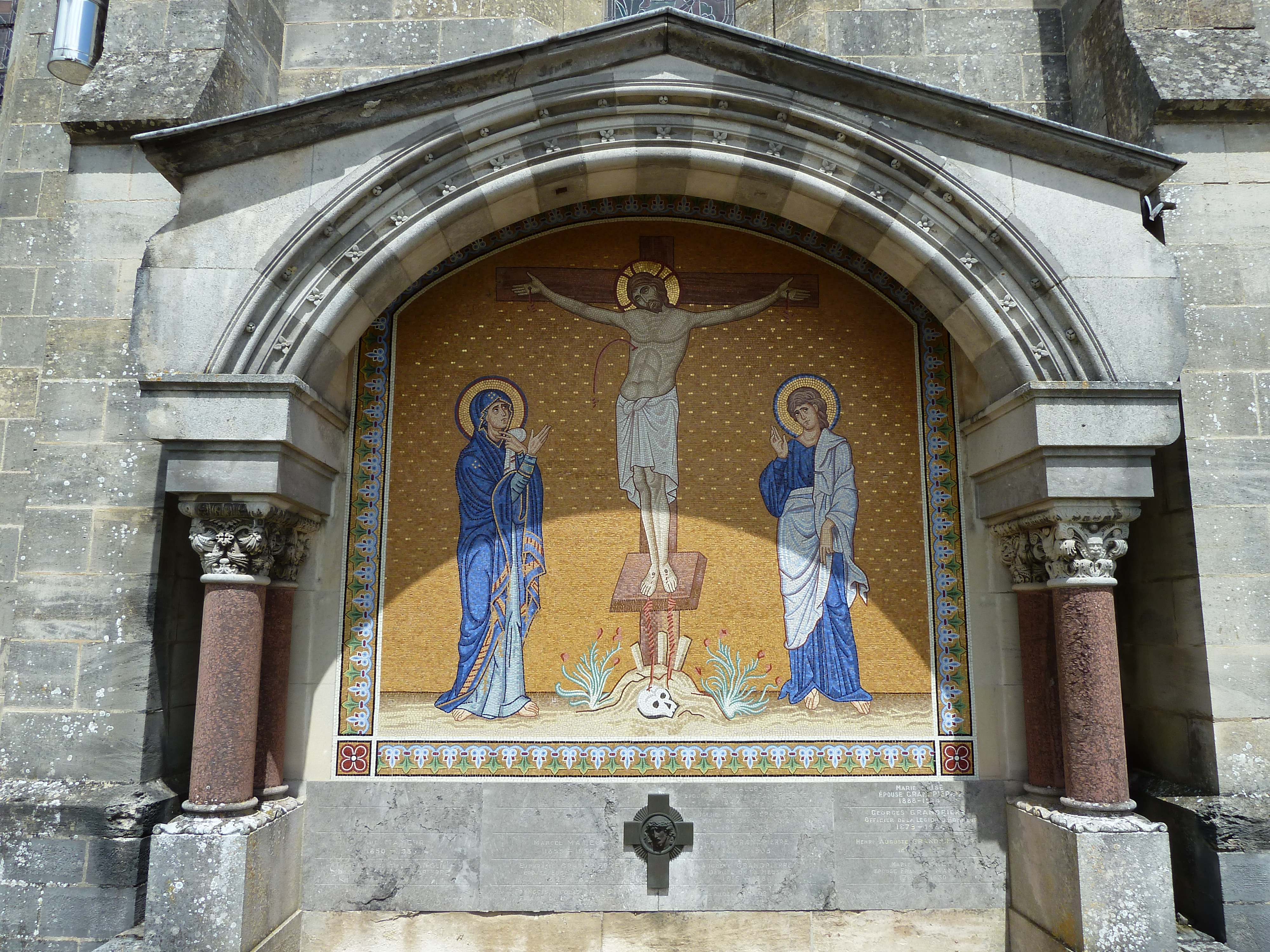
Mosaïque de l'église Saint-André à Bussy-la-Côte.
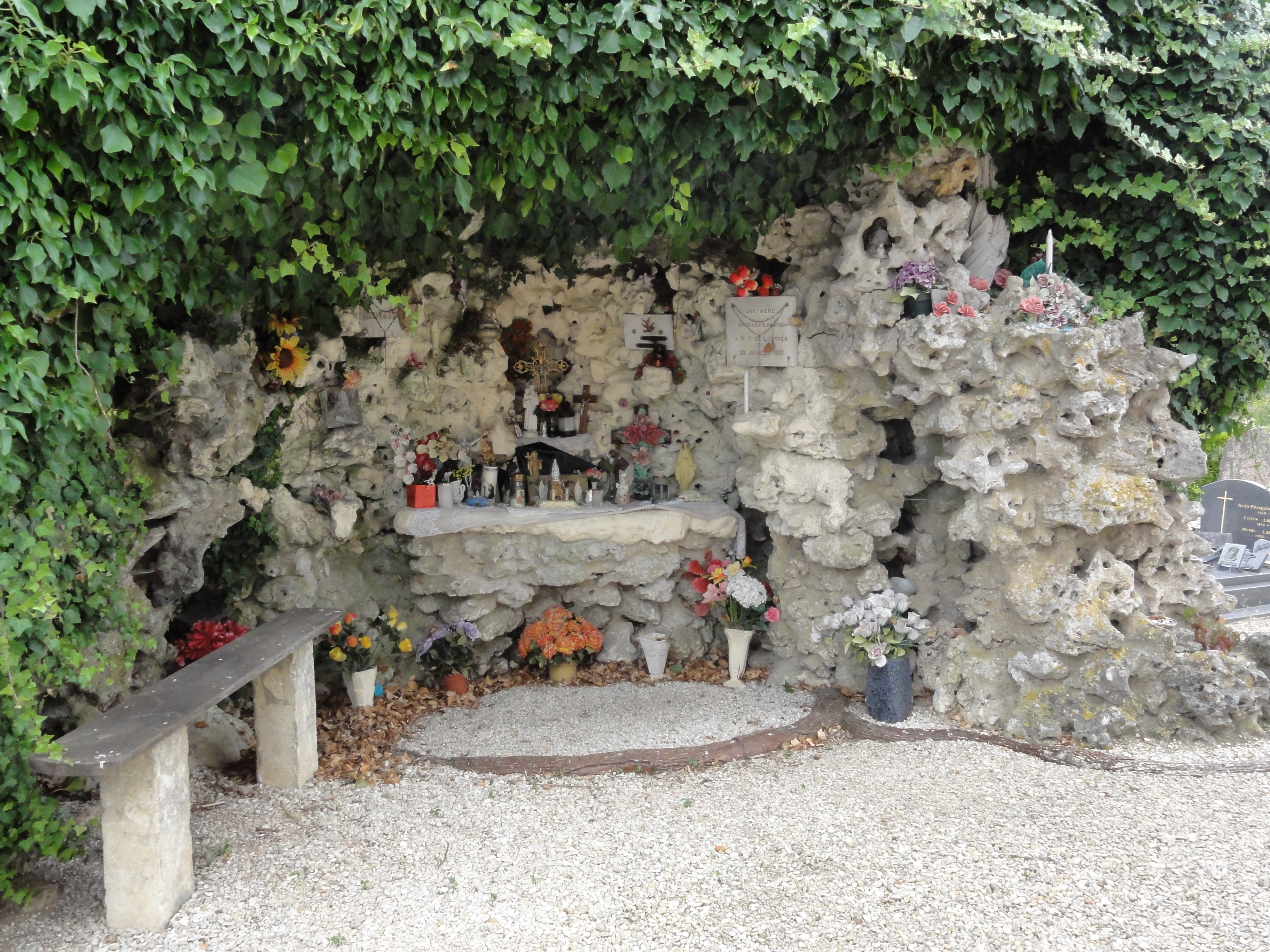
Grotte de Lourdes à Mussey.

### Personnalités liées à la commune
- L'actrice Isabelle Nanty est originaire du village de Mussey, dont le père fut le maire de 1965 à 1973[33].

### Héraldique
| Blason de Val-d'Ornain | Blason  | Mi tranché retaillé en chef de sinople à deux rameaux de buis d'or posés en chevron renversé et de gueules à l'aigle d'or accostée de deux cônes d'aulne du même ; au chevron ondé renversé d'argent brochant sur la partition. |
| Blason de Val-d'Ornain | Détails | Blason composé par R.A. Louis avec la Commission Héraldique de l'UCGL et adopté par la commune en mars 2017. |